# سيد روبرتس
سيد روبرتس (بالإنجليزية: Syd Roberts)‏ (1 مارس 1911 في المملكة المتحدة - ) هو لاعب كرة قدم بريطاني في مركز مهاجم داخلي. لعب مع شروزبري تاون ونادي ليفربول ونادي تشستر سيتي وNorthfleet United F.C. ‏.

## وصلات خارجية
- سيد روبرتس على موقع قاعدة بيانات كرة القدم.إي يو (الإنجليزية)